# Комисия за публичен надзор над регистрираните одитори
Комисията за публичен надзор над регистрираните одитори (КПНРО) е държавна институция в България, отговорна за контрола върху правоспособността на финансовите одитори. Бюджетът ѝ за 2025 година е 2,86 милиона лева.
Създадена е през 2008 година и се състои от председател и четирима членове, избирани от Народното събрание с четиригодишен мандат.

## Вижте още
- Институт на дипломираните експерт-счетоводители в България